# Garrafeiro
Garrafeiro é um comerciante e coletor de materiais recicláveis no Brasil na época do pós guerra, a partir de 1946.
O adjetivo deriva do fato de que à época os vasilhames para todo tipo de produto eram as garrafas de vidro de diversos tamanhos e aplicações que eram comercializadas várias vezes durante sua vida útil o que implementou a reciclagem em uma época em que não existia plástico comercial e o alumínio era raro. Outros vasilhames eram feitos de louça e os utensílios domésticos eram na sua maioria feitos de ferro ou mais raramente de cobre.
O garrafeiro geralmente possuía uma carroça de tração animal e muitas vezes trocava as garrafas por objetos, doces e até pintinhos. Era uma profissão basicamente de imigrantes europeus, especialmente espanhóis e portugueses que aqui implementaram a técnica da reciclagem e desenvolveram esta indústria no país, chegando a formar grandes fortunas.
Esta figura ainda existe no país, especialmente no nordeste, sendo que nos grandes centros foi relegada a uma atividade de segunda categoria e deixada sob o controle de pessoas de baixa renda, de pouca ou nenhuma organização, denominados catadores.